# Mỏ than Eldev
Mỏ than Eldev (tiếng Mông Cổ: Элдэвийн чулуун нүүрсний уурхай) nằm ở sum Dalanjargalan của tỉnh Dornogovi ở đông nam Mông Cổ. Mỏ này cách trung tâm sum (ga đường sắt Olon Ovoo của tuyến Đường sắt xuyên Mông Cổ) 21 km về phía bắc và cách thủ đô Ulaanbaatar của Mông Cổ 300 km về phía đông nam.
Mỏ Eldev được điều hành bởi Tập đoàn Mongolyn Alt (MAK), một công ty khai thác và chế biến của Mông Cổ. Tỷ lệ sản xuất hàng năm là 0,5 triệu tấn (490.000 tấn dài; 550.000 tấn ngắn) than bitum được bán trong nước và nước ngoài tới Trung Quốc thông qua đường sắt.

## Khách hàng chính
Các khách hàng chính của mỏ than Eldev ở Mông Cổ:
- Tập đoàn khai thác Erdenet
- Nhà máy xi măng & vôi Khutul
- Nhà máy luyện kim Darkhan
- Nhà máy điện thành phố Darkhan